# Hôtel de Fourcy
Hôtel de Fourcy je městský palác v Paříži. Nachází se v historické čtvrti Marais na náměstí Place des Vosges č. 8 ve 4. obvodu. Majitelem paláce je město Paříž.

## Historie
Král přenechal tuto parcelu správci královských staveb Jeanu de Fourcy, ten se jí však zřekl ve prospěch Antoina Le Redde, který v roce 1605 zahájil stavbu paláce, jenž byl dokončen v roce 1612 (sám zemřel v roce 1611). Jeho potomci prodali dům v roce 1681 královskému radovi Isaacovi Chevré, v jehož rodině zůstal palác do roku 1819.
V letech 1828-1834 v paláci bydlel Théophile Gautier. Od roku 1954 je stavba chráněná jako historická památka.